# Nová Lehota
Nová Lehota és un poble i municipi d'Eslovàquia que es troba a la regió de Trenčín.

## Història
La primera menció escrita de la vila es remunta al 1348.

## Demografia
| Godina             | 1994 | 2004    | 2014    | 2024   |
| ------------------ | ---- | ------- | ------- | ------ |
| Nombre de persones | 277  | 230     | 198     | 192    |
| Diferència         |      | −16,96% | −13,91% | −3,03% |

| Godina             | 2023 | 2024   |
| ------------------ | ---- | ------ |
| Nombre de persones | 197  | 192    |
| Diferència         |      | −2,53% |